# ダニエル・カリッチマン
ダニエル・ジェイコブ・カリッチマン（Daniel Jacob Calichman、 1968年2月21日 - ）は、アメリカ合衆国出身の元同国代表サッカー選手(DF)、サッカー指導者。
母国アメリカでは「ダン・カリッチマン(Dan Calichman)」表記で通っているが、JSLおよびJリーグでの登録名は「ダニエル」であるため本表題もそれに従う。

## 人物
ユダヤ系アメリカ人。
北アメリカ大陸出身ではJリーグで初めてプレーした選手であり、2017年現在Jリーグでプレーした唯一のアメリカ合衆国代表選手。

## 来歴
ニューヨークで生まれ育ち、ウィリアムズ大学時代には3度、大学サッカーリーグ3部のオールアメリカンに選ばれる。また大学ではサッカー部とラクロス部でキャプテンを務め、勉学では歴史を専攻した。
プロのサッカー選手になることを夢見たが、当時はNASL廃止後かつMLS開幕前でアメリカにはその土壌がなかった。そこで広島で僧の修行をしていた兄弟を頼りに日本サッカーリーグ(JSL)所属のマツダSCとコンタクトすると、そのコーチだったビル・フォルケスに認められた。1990年マツダに入団、Jリーグが始まりサンフレッチェ広島F.Cとしてプロ化に移行してからも引き続き在籍した。この頃はインターネットが民間普及する初期の時代、ニュー・イングランドのメディアがダニエルのJリーグでの活躍をネット記事として掲載すると、これを見たアメリカ代表スタッフにより代表合宿に招集されることになる。そしてMSL開幕を聞きつけたダニエルは帰国することになる。
MSL開幕まで、USLのボストン・ストームやAリーグのニューヨーク・セントルーズ に在籍した。
1996年、MLS開幕、ロサンゼルス・ギャラクシーにドラフト外のマーキープレイヤーの一人として入団する。チームではセンターバックを務め、キャプテンでもあった。1996年にはUSAトゥデイで最優秀DFに選出されている。1997年から1998年までアメリカ代表に選ばれている。1998年マルセロ・バルボアのタックルで右足脛骨と腓骨共に骨折し、シーズンを棒に振る。
1999年、大学生ドラフト全体13位指名権とのトレードの形でニューイングランド・レボリューションに移籍し、2シーズン在籍した。その後サンノゼ・アースクエイクス と移籍し、2001年ユナイテッドサッカーリーグ(USL)のチャールストン・バッテリーで現役引退。
その後はカリフォルニア州を拠点にサッカー指導者やTV解説者として活躍している。2011年クラブ・デポルティボ・チーヴァス・USAにアカデミーが発足しそのU-18監督となったが、スペイン語が話せないことを理由にホルヘ・ベルガラオーナーから突然解雇通告を受けている。
2014年、LAギャラクシー時代のチームメイトだったグレッグ・ヴァニーがトロントFCの監督に就任すると、そのアシスタントコーチとなった。

## 個人成績
| 国内大会個人成績 | 国内大会個人成績   | 国内大会個人成績 | 国内大会個人成績 | 国内大会個人成績 | 国内大会個人成績 | 国内大会個人成績 | 国内大会個人成績 | 国内大会個人成績 | 国内大会個人成績 | 国内大会個人成績 | 国内大会個人成績 |
| 年度             | クラブ             | 背番号           | リーグ           | リーグ戦         | リーグ戦         | リーグ杯         | リーグ杯         | オープン杯       | オープン杯       | 期間通算         | 期間通算         |
| 年度             | クラブ             | 背番号           | リーグ           | 出場             | 得点             | 出場             | 得点             | 出場             | 得点             | 出場             | 得点             |
| 日本             | 日本               | 日本             | 日本             | リーグ戦         | リーグ戦         | JSL杯/ナビスコ杯 | JSL杯/ナビスコ杯 | 天皇杯           | 天皇杯           | 期間通算         | 期間通算         |
| ---------------- | ------------------ | ---------------- | ---------------- | ---------------- | ---------------- | ---------------- | ---------------- | ---------------- | ---------------- | ---------------- | ---------------- |
| 1990-91          | マツダ             |                  | JSL2部           | 26               | 1                | 3                | 1                |                  |                  |                  |                  |
| 1991-92          | マツダ             | 6                | JSL1部           | 11               | 0                | 0                | 0                |                  |                  |                  |                  |
| 1992             | 広島               | -                | J                | -                | -                | 6                | 1                |                  |                  |                  |                  |
| 1993             | 広島               | -                | J                | 13               | 0                | 1                | 0                | 0                | 0                | 14               | 0                |
| アメリカ         | アメリカ           | アメリカ         | アメリカ         | リーグ戦         | リーグ戦         | リーグ杯         | リーグ杯         | USオープン杯     | USオープン杯     | 期間通算         | 期間通算         |
| 1995             | ニューヨーク       |                  | Aリーグ1部       |                  |                  |                  |                  |                  |                  |                  |                  |
| 1996             | ロサンゼルス       |                  | MLS              |                  |                  |                  |                  |                  |                  |                  |                  |
| 1997             | ロサンゼルス       |                  | MLS              |                  |                  |                  |                  |                  |                  |                  |                  |
| 1998             | ロサンゼルス       |                  | MLS              |                  |                  |                  |                  |                  |                  |                  |                  |
| 1999             | ニューイングランド |                  | MLS              |                  |                  |                  |                  |                  |                  |                  |                  |
| 2000             | ニューイングランド |                  | MLS              |                  |                  |                  |                  |                  |                  |                  |                  |
| 2000             | サンノゼ           |                  | MLS              |                  |                  |                  |                  |                  |                  |                  |                  |
| 2001             | チャールストン     |                  | USL1部           |                  |                  |                  |                  |                  |                  |                  |                  |
| 通算             | 日本               | 日本             | J                | 13               | 0                | 7                | 1                |                  |                  |                  |                  |
| 通算             | 日本               | 日本             | JSL1部           | 11               | 0                |                  |                  |                  |                  |                  |                  |
| 通算             | 日本               | 日本             | JSL2部           |                  |                  |                  |                  |                  |                  |                  |                  |
| 通算             | アメリカ           | アメリカ         | MSL              |                  |                  |                  |                  |                  |                  |                  |                  |
| 通算             | アメリカ           | アメリカ         | USL1部           |                  |                  |                  |                  |                  |                  |                  |                  |
| 通算             | アメリカ           | アメリカ         | Aリーグ1部       |                  |                  |                  |                  |                  |                  |                  |                  |
| 総通算           |                    |                  |                  |                  |                  |                  |                  |                  |                  |                  |                  |

## 代表歴

### 試合数
- 国際Aマッチ 2試合（1997年）[9]

| アメリカ代表 | 国際Aマッチ | 国際Aマッチ |
| 年           | 出場        | 得点        |
| ------------ | ----------- | ----------- |
| 1997         | 2           | 0           |
| 通算         | 2           | 0           |

## 参考資料
- Dan Calichman - MLS
- Dan Calichman - nationalfootballteams.com